# Numa Droz
Numa Droz (ur. 27 stycznia 1844, zm. 15 grudnia 1899 w Bernie) – szwajcarski polityk. Prezydent Szwajcarii  w 1881 i wybrany ponownie na rok 1887. W latach 1887–1892 dyrektor centralnego urzędu międzynarodowej komunikacji kolejowej, publicysta liberalny, przeciwnik etatyzmu.

## Wybrane publikacje
- "La democratie fédérative et le socialisme d'Etat" (1896)
- "La rachat des chemins de fer suisses" (1898)